# 林秋离
林秋离 （Eric Lin，1960年8月21日—2022年12月11日），台湾男作詞家、唱片製作人，曾任台湾海蝶音乐董事长。

## 生平
林秋離成長於高雄，從小便喜愛文學創作，18歲赴台北發展。1985年於美國念書時認識熊美玲，合作寫下張清芳〈我還年輕〉、范怡文〈一生情一生還〉、林慧萍〈無情弦〉等三首歌曲後大獲好評，開啟專業寫詞生涯；其後兩人結婚，一個作詞、一個作曲，成為音樂圈中的黃金音樂伴侶。1992年，林秋離以南方二重唱〈我從南方來〉獲得金曲獎最佳作詞人獎。1998年，林秋離創立「大潮音樂經紀有限公司」，建立起詞曲創作人的版權管理及應用。2000年，新加坡海蝶音樂成立台灣子公司「海蝶音樂股份有限公司」，林秋離擔任董事長，發掘並捧紅阿杜、林俊傑。
林秋離為300多名歌手寫過歌，發表過700多首作品，包括張惠妹〈聽海〉、〈剪愛〉、阿杜〈天黑〉、林俊傑〈江南〉〈一千年以后〉〈曹操〉〈不為誰而作的歌〉等；與熊美玲搭檔的詞曲創作，包括黃鶯鶯〈哭沙〉、劉德華〈謝謝你的愛〉、施文彬與陳亞蘭對唱歌曲〈袂當愛的人〉等。2014年出版《偷你的心情‧寫情歌：藏在音符裡的愛情故事》一書，寫下創作情歌的心路歷程與背後的故事。
林秋離離開海蝶後淡出歌壇，在高雄師範大學國文學系任教，授課現代歌詞創作。他晚年受肝癌所苦，2022年11月29日，接受長子林雨果捐肝，手術後送進加護病房觀察，12月3日又二度動刀；12月11日，於臺北逝世，享壽62歲。隔年第34屆金曲獎頒獎時追頒特別貢獻獎，由其妻熊美玲與兩名兒子代領。

## 填词作品

### 1986年
- 鳳飛飛 - 就是不一樣
- 林琼珑 – 海鸥的天空
- 葉倩文 – 答案
- 林慧萍 – 重叠相思
- 林慧萍 – 無情弦
- 林慧萍 – 就是我愛你
- 張清芳 – 我還年輕
- 邰正宵 – 愛不到要偷
- 酈韋中 – 点缀
- 苏玉贝 – 开始爱你到现在
- 苏玉贝 – 伤心一点点
- 范怡文 – 一生情一生还
- 邰正宵 – 為你準備

### 1987年韓俊
- 李翊君 – 纏綿
- 于台煙 – 我想你不是真心爱我
- 鄭怡 – 敲痛我的心
- 梁哲昇 – 英雄
- 曲佑良 – 无声的别离
- 曲佑良 – 舍不得分开
- 曲佑良 – 那一个是你

### 1988年
- 芝麻龍眼 – 动不动就说爱我
- 張鎬哲 – 镜子‧空瓶‧三十年
- 江玲 – 这样你才爱我，是吗？
- 曲佑良 – 错觉
- 曲佑良 – 冷风过境

### 1989年
- 黃鶯鶯 – 哭砂

### 1990年
- 黃鶯鶯 – 哭砂
- 邰正宵 – 起初

### 1991年
- 鳳飛飛 - 好像很久沒下過雨
- 梁朝偉 – 我不是好情人
- 蔡琴 – 太阳出来了

### 1992年
- 劉德華 – 愛你太深
- 张镐哲 – 傻男人
- 张镐哲 – 从容
- 南方二重唱 – 我從南方來

### 1993年
- 林慧萍 – 讓風進來
- 林慧萍 – 知心
- 江蕙 – 感情放一邊
- 劉德華 – 无心人
- 劉德華 – 心肝寶貝
- 張雨生 – 一人一個夢
- 邰正宵 – 烈火青春
- 曾淑勤 – 情生意動
- 孟庭葦 – 預感
- 施文彬、陳亞蘭 – 袂当爱的人
- 潘美辰 – 一生托给一个人
- 游鸿明 – 让全世界忘了我
- 游鸿明 – 感觉不到你
- 游鸿明 – 让我错怪你吧

### 1994年
- 林慧萍 – 愛的很爽
- 林慧萍 – 時光的流浪客
- 林慧萍 – 還我孤獨
- 劉德華 – 不能沒有你
- 邰正宵 – 谁若爱你比我多
- 江清蓉 – 心酸講無話
- 陳潔儀 – 心痛
- 孙楠 – 留什麼給你
- 楊宗憲 – 懷念你一人
- 潘美辰 – 谁让我流泪
- 蔡琴 – 示爱
- 關之琳 – 流泪
- 黄绮珊 – 爱不会停1993
- 江蕙 –苦酒的探戈
- 江蕙 –愛到抹凍愛
- 江蕙 –愛人這薄倖

### 1995年
- 蔡幸娟、江清蓉 – 姐妹
- 邰正宵 – 着迷
- 何家勁 – 痛徹心扉
- 沈文程 – 遙遠回鄉路
- 潘美辰 – 在你眼中我最笨
- 陳潔儀 – 逼得太緊
- 陳潔儀 – 梦境
- 陳潔儀 – 不能言语
- 齐秦、许茹芸 – 放任分离
- 蔡琴 – 点亮霓虹灯
- 梁朝伟 – 爱只是一个字
- 梁朝偉 – 冲突

### 1996年
- 陳潔儀 – 傷心
- 孟庭葦 – 無處可藏
- 孟庭葦 – 手语
- 張惠妹 – 剪愛
- 張惠妹 – 聽海

### 1997年
- 張惠妹 – 我无所谓
- 蔡琴 – 心太急

### 1998年
- 陳潔儀 – 等了又等（國語）
- 陳潔儀 – 分享孤獨（國語）
- 李玟 – 寵物
- 李永泰 – 我没有感觉

### 1999年
- 陳潔儀 – 只哭一天
- 張國榮 – 全世界只想你來愛我
- 游鸿明 – 爱已到底
- 蔡依林 – 怪我太年轻

### 2000年
- 蔡淳佳 – 他和她
- 蔡淳佳 – 爱从哪里来
- 蔡淳佳 – 不想你走（和张斐然、陈鸿俊、谢庭萱合填）

### 2002年
- 阿杜 – 天黑
- 阿杜 – 天天看到你
- 阿杜 – 一个人住（和李志清、范韋仁合填）
- 阿杜 – Andy（和林利南合填）
- 阿杜 – 无法阻挡（和王裕宗合填）
- 阿杜 – 离别
- 阿杜 – 你就像个小孩
- 阿杜 – 相容
- 张惠妹 – 知道

### 2003年
- 阿杜 – 哈啰（以笔名“李瑞洵”发表）
- 阿杜 – 小说
- 林俊杰 – 星空下的吻（和张思尔合填）

### 2004年
- 林俊杰 – 第二天堂（和张良忠合填）
- 林俊杰 – 江南（以笔名“李瑞洵”发表）
- 林俊杰 – 害怕（以笔名“李瑞洵”发表）
- 林俊杰 – 天使心（和张思尔合填）
- 林俊杰 – 精灵
- 林俊杰 – 美人鱼（和简胜合填）
- 阿杜 – 一首情歌（以笔名“李瑞洵”发表）
- 阿杜 – 认真（以笔名“李瑞洵”发表）

### 2005年
- 林俊杰 – 木乃伊（和简胜合填）
- 林俊杰 – 編號89757（和张思尔合填）
- 林俊杰 – 突然累了
- 林俊杰 – 明天（以笔名“李瑞洵”发表）
- 林俊杰 – 盗（和张思尔、林俊杰合填）
- 林俊杰 – 一千年以后（以笔名“李瑞洵”发表）
- 陶晶莹 – 走路去紐約
- 陶晶莹 – 嫉妒
- 陶晶莹 – Mac & Jack
- 陶晶莹 – 准备中
- 阿杜 – I Do
- 阿杜 – 下雪（和林宇中、許環良合填）
- 阿杜  – 一天天一點點（和黃元成合填）
- 阿杜 – 有你才完整（和許環良合填）
- 阿杜 – 如果你愛我是因為我愛你（和吳向飛合填）
- 阿杜 – 相信我可以
- 阿杜 – 這首歌是誰寫的
- 林宇中 – 靠岸（和张丽念合填）
- 林宇中 – 工体北
- 林宇中 – 再見（和李志清合填）

### 2006年
- 林俊杰 – 曹操
- 林俊杰 – 熟能生巧
- 林俊杰 – 波间带
- 林俊杰 – 原来（和张思尔合填）
- 林俊杰 – 不死之身（和林怡凤合填）
- 林俊杰 – 忘记
- 金莎 – 平行线（和杜建祥合填）
- 金莎 – 委屈（和李志清合填）
- 金莎 – 亚森罗宾（和李宜桦合填）
- 金莎 – 爱悄悄离开
- 金莎 – 笨蛋

### 2007年
- 金莎 – 大小姐
- 金莎 – 小师妹
- 金莎 – 最后一个夏天
- 林俊杰 – 杀手
- 林俊杰 – 西界
- 林俊杰 – 无聊
- 林俊杰 – K-O（和林子钦合填）
- 林俊杰 – Baby Baby（和林宇中合填）
- 林俊杰 – 自由不变
- 阿杜 – 单向的爱（和林怡鳳合填）
- 阿杜 – 沉默
- 阿杜 – 你說（和林怡鳳合填）
- 林宇中 – 十分顏色
- 胡灵 – 单飞

### 2009年
- 容祖兒 – 这就是爱吗?（和王雅君合填）
- 降央卓玛 – 多情总为无情伤
- 林俊杰 – X（和MC Vader合填）
- BY2 – 什么什么（和Dr. Moon合填）

### 2010年
- 阿杜 – 聽見牛在哭（和Dr. Moon合填）
- 阿杜 – 痕跡
- 林俊杰 – I Am
- BY2 – 大人的世界
- 阿杜、孙燕姿、林俊杰、蔡健雅 – 感动每一刻（和许环良、Venus合填）

### 2011年
- 林俊杰 – 白兰花
- 王铮亮 – 我在哪里

### 2012年
- 阿杜 – 第九次初戀

### 2013年
- 林俊杰 – 一千年后记得我

### 2014年
- 林俊杰 – 新地球
- 戚薇 – 陪你天涯

### 2015年
- 林俊杰 – 不为谁而作的歌

### 2016年
- 胡夏 – 那么苏州

### 2017年
- 许艺娜 – 就是不想要

### 2018年
- 陈冰 – 如果不是你

### 2021年
- 阿杜 – 為愛而戰

### 2022年
- 萧煌奇 – 改变的奇迹

### 2023年
- 熊美玲–秋離
- 林俊傑—謝幕

## 著作
- 2014年9月12日，《偷你的心情 寫情歌：藏在音符裡的愛情故事》，出版社：三采文化，ISBN 9789863421948。

## 获奖纪录

### 金曲奖
| 年份   | 獲提名                                                      | 獎項                          | 結果          |
| ------ | ----------------------------------------------------------- | ----------------------------- | ------------- |
| 1992年 | 《我从南方来》/南方二重唱 （作词：林秋离/作曲：熊美玲）     | 第4届金曲奖最佳作词人（国语） | 獲獎          |
| 2023年 | 林秋離                                                      | 第34屆金曲獎特別貢獻獎        | 獲獎 （追頒） |
| 2024年 | 〈秋離〉/熊美玲 （作詞：楊肅浩、丁津、林秋離/作曲：熊美玲） | 第35届金曲奖最佳作词人        | 提名          |